# 根岸カップリング
根岸カップリング（ねぎしカップリング、Negishi coupling）とは、有機合成化学におけるクロスカップリング反応のひとつで、有機亜鉛化合物と有機ハロゲン化物とをパラジウムまたはニッケル触媒のもとに縮合させ C-C 結合生成物を得る手法。1977年に根岸英一らにより最初の報告がなされた。根岸はこの反応の発見により2010年ノーベル化学賞を受賞した。
{\displaystyle {\ce {{R-ZnX}+ R'-Y -> R-R'}}}
亜鉛上の有機基はアリール、アルケニル、アルキニル基など、有機ハロゲン化合物はハロゲン化アリール、アルケニル、アリル などが主に用いられる。触媒はもっぱらテトラキス(トリフェニルホスフィン)パラジウム(0)などのパラジウム触媒が用いられる。
有機亜鉛化合物は、有機ハロゲン化合物と活性化させた亜鉛(0)との酸化的付加や、ジアルキル亜鉛やハロゲン化亜鉛を用いたトランスメタル化により官能基を持つものも調製できるため、クロスカップリング反応の中でも基質の適用範囲は比較的広いとされる。また、有機亜鉛化合物が一定の反応を有するため、塩基や求核種といった添加物や加熱を必要としない。

## 機構
反応機構はパラジウムを触媒とする他のクロスカップリング反応と同様である。まず有機ハロゲン化物 R'-Y の C-X 結合に Pd(0) が酸化的付加して R'-Pd(II)-Y となり、続いて有機亜鉛化合物 R-ZnX との間のトランスメタル化により R'-Pd(II)-R が生じた後に還元的脱離が起こり R-R' が生成、同時に Pd(0) が再生する。